# Tour Cycliste Antenne Réunion
Pour les articles homonymes, voir Tour de La Réunion.
Le Tour Cycliste Antenne Réunion (ou Tour de La Réunion) est une course cycliste organisée chaque année en septembre sur l'île de La Réunion, département d'outre-mer français dans le sud-ouest de l'océan Indien. Cette course à étapes dure une semaine. 

## Histoire
Le Tour 2009 s'est couru en un prologue et sept étapes du 21 au 27 septembre 2009. Il a été remporté par le Français Yannick Ricordel, porteur du dossard no 11 pour l'équipe Team U Nantes. Il a parcouru les 606 kilomètres du Tour en 15 heures 24 minutes et 34 secondes, soit à une moyenne de 39,327 kilomètres par heure. 
Depuis l'édition 2014, cette compétition en partenariat avec la chaîne de télévision Antenne Réunion s'appelle le Tour Cycliste Antenne Réunion.
L'édition 2020 est annulée à cause de la pandémie de Covid-19.

## Palmarès
| Année     | Vainqueur                          | Deuxième                           | Troisième                          |
| --------- | ---------------------------------- | ---------------------------------- | ---------------------------------- |
| 1937      | William Hoarau                     |                                    |                                    |
| 1938      | Georges De Floris                  |                                    |                                    |
| 1939      | Georges De Floris                  |                                    |                                    |
| 1940      | Georges De Floris                  |                                    |                                    |
| 1941-1946 | Pas organisé ou résultats inconnus | Pas organisé ou résultats inconnus | Pas organisé ou résultats inconnus |
| 1947      | William Hoarau                     |                                    |                                    |
| 1948      | William Hoarau                     |                                    |                                    |
| 1949      | Fernand Hoarau                     |                                    |                                    |
| 1950      | Hervé Thiong-Toye                  |                                    |                                    |
| 1951      | Hervé Thiong-Toye                  |                                    |                                    |
| 1952      | André Adeler                       |                                    |                                    |
| 1953      | Gabriel Chéfiare                   |                                    |                                    |
| 1954      | Gabriel Chéfiare                   |                                    |                                    |
| 1955      | Benjamin Rakotomanga               |                                    |                                    |
| 1956      | Franck Dijoux                      |                                    |                                    |
| 1957      | Maurice Lopin                      |                                    |                                    |
| 1958      | Maurice Lopin                      |                                    |                                    |
| 1959      | Pas organisé ou résultats inconnus | Pas organisé ou résultats inconnus | Pas organisé ou résultats inconnus |
| 1960      | Frantz Rivière                     |                                    |                                    |
| 1961-1962 | Pas organisé ou résultats inconnus | Pas organisé ou résultats inconnus | Pas organisé ou résultats inconnus |
| 1963      | Bernard Main                       |                                    |                                    |
| 1964      | Pas organisé ou résultats inconnus | Pas organisé ou résultats inconnus | Pas organisé ou résultats inconnus |
| 1965      | Jean Duchoiselle                   |                                    |                                    |
| 1966-1968 | Pas organisé ou résultats inconnus | Pas organisé ou résultats inconnus | Pas organisé ou résultats inconnus |
| 1969      | Pierre Robert                      |                                    |                                    |
| 1970      | Jacky Chan-Tsin                    | J.-J. Léon                         | Pierre Robert                      |
| 1971-1972 | Pas organisé ou résultats inconnus | Pas organisé ou résultats inconnus | Pas organisé ou résultats inconnus |
| 1973      | Harry Hoarau                       |                                    |                                    |
| 1974      | Claude Hauvieux                    |                                    |                                    |
| 1975      | Gabriel Azanor                     |                                    |                                    |
| 1976      | Jean-Louis Gauthier                | Jean-Michel Guérinel               | Gilbert Favre                      |
| 1977      | Gérard Dessertenne                 |                                    |                                    |
| 1978      | Alain Deloeuil                     | Didier Vanoverschelde              | Jacques Osmont                     |
| 1979      | Pierre Le Bigaut                   | Pascal Guyot                       | Luçay Damour                       |
| 1980      | Laurent Fignon                     | Félix Urbain                       | Turlei                             |
| 1981      | Franck Grondin                     | Patrice Langelier                  | Georges Lüthi                      |
| 1982      | Patrick Busolini                   | Yvon Madiot                        | Jean-Yves Jaglin                   |
| 1983      | Zbigniew Krasniak                  |                                    |                                    |
| 1984      | Patrick Piat                       |                                    |                                    |
| 1985      | Bernard Jousselin                  |                                    |                                    |
| 1986      | Sławomir Oskwarek                  | Pierre Touchefeu                   | Gérard Caudoux                     |
| 1987      | Philippe Chaumontet                | F. Lagrange                        | Alain Cessat                       |
| 1988      | Philippe Dupuy                     | Alain Cessat                       | Gérard                             |
| 1989      | Jean-Philippe Dojwa                | Ryszard Szostak                    | Laurent Brochard                   |
| 1990      | Pascal Montier                     | Alain Cessat                       |                                    |
| 1991      | Dominique Chignoli                 | Richard Baret                      | G. Bagot                           |
| 1992      | Dominique Chignoli                 | Paweł Kowalski                     | Stéphane Béal                      |
| 1993      | Pascal Pofilet                     |                                    |                                    |
| 1994      | Éric Drubay                        |                                    | Franck Laurance                    |
| 1995      | Éric Beaune                        |                                    |                                    |
| 1996      | Gaël Perry                         |                                    |                                    |
| 1997      | Hervé Bonneton                     |                                    |                                    |
| 1998      | Tiaan Kannemeyer                   |                                    |                                    |
| 1999      | Brice Payet                        |                                    |                                    |
| 2000      | Richard Baret                      |                                    |                                    |
| 2001      | Sean Van Court                     |                                    |                                    |
| 2002      | Stéphane Lucilly                   |                                    |                                    |
| 2003      | Jérôme Beaufreton                  | Stéphane Lucilly                   | Yohann Vachette                    |
| 2004      | Jonathan Dayus                     | Jérôme Guisneuf                    | Mathieu Perget                     |
| 2005      | Maxime Bouet                       | Jérôme Beaufreton                  | Arnaud Bazzali                     |
| 2006      | Frédéric Delalande                 | Paul Moucheraud                    | Cyril David                        |
| 2007      | Jérôme Guisneuf                    | Alexandre Aulas                    | Jonathan Dayus                     |
| 2008      | Franck Charrier                    | Yohan Boissy                       | Pierre Lusiak                      |
| 2009      | Yannick Ricordel                   | Yohan Boissy                       | Yannick Lincoln                    |
| 2010      | Anthony Vignes                     | Mickaël Bérard                     | Sébastien Hoareau                  |
| 2011      | Antonin Azam                       | Mickaël Bérard                     | Rudy Kowalski                      |
| 2012      | Christophe Boyer                   | Grégory Blondin                    | Sébastien Hoareau                  |
| 2013      | Lorrenzo Manzin                    | Sébastien Hoareau                  | Franck-Alexandre Parmentier        |
| 2014      | Jean-Denis Armand                  | Sébastien Elma                     | Enric Lebars                       |
| 2015      | Thomas Rostollan                   | Pierre Bonnet                      | Boris Orlhac                       |
| 2016      | Axel Journiaux                     | Florent Castellarnau               | Willie Smit                        |
| 2017      | Christopher Lagane                 | Julien Souton                      | Julien Amadori                     |
| 2018      | Christopher Lagane                 | Corentin Ville                     | Florian Villette                   |
| 2019      | Julien Souton                      | Valentin Terrien                   | Grégory Lagane                     |
| 2020      | Annulé                             | Annulé                             | Annulé                             |
| 2021      | Étienne Tortelier                  | Fabien Taocali                     | Alexandre Join                     |
| 2022      | Julien Souton                      | Thomas Chassagne                   | Pierre Carlet                      |
| 2023      | Tom Donnenwirth                    | Thomas Bibet                       | Raphaël Clouaire                   |
| 2024      | Aurélien Costeplane                | Aurélien de Comarmond              | Arnaud Voss                        |